# Blender Foundation
Die Blender Foundation ist eine Non-Profit-Organisation, die für die Weiterentwicklung der Software Blender zuständig ist. Der Vorsitzende ist Ton Roosendaal.
Die Stiftung ist unter anderem durch die von ihr produzierten Creative-Commons-Filme Elephants Dream, Big Buck Bunny, Sintel sowie Tears of Steel bekannt.

## Ziele
- Bereitstellen von Dienstleistungen für aktive Benutzer und Entwickler von Blender.
- Pflegen und Verbessern der aktuellen Blender-Version mit Hilfe eines öffentlich zugänglichen Quelltextverwaltungssystem (siehe Versionsverwaltung), welches unter die GNU-GPL-Lizenz gestellt ist.
- Bereitstellen und Erschließen von Geldmitteln, welche den Organisationszielen dienen und die Betriebskosten decken.
- Der weltweiten Internetgemeinschaft einen allgemeinen Zugang zur 3D-Technologie, mit Blender als Kern, zu ermöglichen.

## Geschichte
Nach dem Scheitern der Blender-Entwicklungsfirma Not A Number Anfang 2002 drohte Blender nicht mehr weiter entwickelt zu werden. Da, auch im Rahmen der Dotcom-Blase, eine kommerzielle Weiterentwicklung nicht realistisch erschien, entschied sich Ton Roosendaal für die Gründung der Blender Foundation mit dem Ziel, Blender als Open-Source-Projekt weiterzuentwickeln und zu vermarkten. Bedingung der Investoren für die Freigabe des Quellcodes unter einer Open-Source-Lizenz war eine Einmalzahlung von 100.000 Euro. Im Rahmen der „Free Blender“-Kampagne wurde dieser Betrag in sieben Wochen von der Community gespendet, sodass Blender am 13. Oktober 2002 unter die GNU General Public License kam.
Seitdem verfolgt die Stiftung das Konzept, durch eine Kombination von freiwilligen und bezahlten Programmierern eine Weiterentwicklung von Blender zu garantieren. Eine entscheidende Rolle spielen dabei die regelmäßigen Projekte, die durch eine Zusammenarbeit von Künstlern und Programmierern innerhalb weniger Monate gleichzeitig einen Film bzw. ein Spiel erstellen und die dafür nötigen Optimierungen in Blender vornehmen. Dadurch soll garantiert werden, dass die Blender-Entwicklung nah an den Bedürfnissen der Künstler und damit der Anwender bleibt.

## Projekte
- 2006: Im Orange Open Movie Project wird der animierte Kurzfilm Elephants Dream erstellt.[1]
- 2008: Im Peach Open Movie Project wird der animierte Kurzfilm Big Buck Bunny erstellt.[2]
- 2008: Im Apricot Open Game Project wird, aufbauend auf den Charakteren von Big Buck Bunny, das Spiel Yo Frankie erstellt.[3]
- 2010: Das Durian Open Movie Project hat sich die Erstellung eines animierten Kurzfilms mit dem Namen Sintel zum Ziel gesetzt.[4]
- 2012: Das Mango Open Movie Project veröffentlichte am 26. September 2012 den Kurzfilm Tears of Steel.[5]
- 2013: Mit Hilfe der Blender Foundation wurden bisher zwei Kurzfilme der Caminandes-Reihe entwickelt, die im Gegensatz zu den anderen Blender-Projekten nicht primär zur Verbesserung von Blender genutzt werden.[6][7]
- 2015: Unter dem Projektnamen Gooseberry Open Movie Project wird ein Spielfilm mit dem Titel Cosmos Laundromat entwickelt, dessen erstes Kapitel am 10. August 2015 veröffentlicht wurde.[8]
- 2015: Veröffentlichung des nur dreiminütige Cartoon-Kurzfilm Glass Half durch Blender Foundation.[9]
- 2016: Veröffentlichung des dritten (und bisher letzten) Kurzfilms der Caminandes-Reihe unter dem Titel 'Caminandes: Llamigos' durch die Blender Foundation.[10]
- 2017: Im Mai 2017, veröffentlichte die Blender Foundation einen Trailer[11] für einen geplanten Computeranimationsfilm basierend auf Agent 327. Mit dem drei Minuten langen Trailer soll nach Investoren für einen Film in Spielfilmlänge gesucht werden.[12]
- 2017: Veröffentlichung des einminütigen Animationsfilms **The Daily Dweebs** durch die Blender Foundation.[13]
- 2018: Veröffentlichung des dreieinhalbminütigen Action-Cartoons Hero durch die Blender Foundation.[14]
- 2019: Im April 2019, veröffentlichte das Blender Institut der Blender Foundation den Kurzfilm Spring.[15] Der Kurzfilm wurde mit der Alpha-Version von Blender 2.80 erstellt, um bei der Entwicklung der stabilen Version mitzuhelfen.[16]